# Ponte de Triana
A Ponte de Triana ou Ponte Isabel II é uma ponte em arco sobre o rio Guadalquivir, em Sevilha. Une o centro da cidade ao bairro de Triana cruzando o Guadalquivir e substituiu no século XIX uma antiga ponte de barcas que existia no local. É de pedra e metal.